# Manduca rotundata
Manduca rotundata är en fjärilsart som beskrevs av Rothschild 1894. Manduca rotundata ingår i släktet Manduca och familjen svärmare. Inga underarter finns listade i Catalogue of Life.